# Орлінз (Нью-Йорк)
Орлінз (англ. Orleans) — місто (англ. town) в США, в окрузі Джефферсон штату Нью-Йорк. Населення — 2788 осіб (2020).

## Демографія
Згідно з переписом 2010 року, у місті мешкало 2789 осіб у 1006 домогосподарствах у складі 778 родин. Було 2191 помешкання
Расовий склад населення:
| - 95,6 % — білих - 0,8 % — чорних або афроамериканців - 0,6 % — корінних американців - 0,5 % — азіатів - 0,2 % — вихідців з тихоокеанських островів |

До двох чи більше рас належало 2,2 %. Частка іспаномовних становила 1,1 % від усіх жителів.
За віковим діапазоном населення розподілялося таким чином: 27,9 % — особи молодші 18 років, 58,0 % — особи у віці 18—64 років, 14,1 % — особи у віці 65 років та старші. Медіана віку мешканця становила 38,3 року. На 100 осіб жіночої статі у місті припадало 101,5 чоловіків;  на 100 жінок у віці від 18 років та старших — 98,4 чоловіків також старших 18 років.
Середній дохід на одне домашнє господарство  становив 78 790 доларів США (медіана — 61 438), а середній дохід на одну сім'ю — 78 158 доларів (медіана — 65 556). Медіана доходів становила 46 513 долари для чоловіків та 31 011 долар для жінок. За межею бідності перебувало 7,5 % осіб, у тому числі 13,0 % дітей у віці до 18 років та 0,8 % осіб у віці 65 років та старших.
Цивільне працевлаштоване населення становило 1260 осіб. Основні галузі зайнятості: освіта, охорона здоров'я та соціальна допомога — 26,0 %, будівництво — 16,9 %, виробництво — 9,4 %, публічна адміністрація — 8,7 %.